# كنز الدولة محمد
كنز الدولة محمد (أبي المكارم هبة الله) هو أحد أمراء دولة بنو الكنز ولقب بالأمير الربيعي في أسوان التابعة للدولة الفاطمية في مصر. و قد ثار هذا الأمير العربي ضد الوزير الفاطمي بدر الدين الجمالي الأرمني في عام 474 للهجرة. ولكن ثورته فشلت و هرب إلى النوبة و ملك النوبة الذي إلى رسل بدر الدين الجمالي الأرمني وتم إعدامه في القاهرة.